# Acrocercops helicomitra
Acrocercops helicomitra är en fjärilsart som beskrevs av Edward Meyrick 1924. Acrocercops helicomitra ingår i släktet Acrocercops och familjen styltmalar. Inga underarter finns listade i Catalogue of Life.